# Américo
Américo, pseudonimo di Domingo Johnny Vega Urzúa (Arica, 24 dicembre 1977), è un cantante cileno.

## Discografia
- 1988 - La plegaria de un niño
- 1994 - Tropicalmente Américo
- 2004 - Por una mujer
- 2008 - Así es
- 2008 - A morir
- 2010 - Yo soy
- 2011 - Yo sé
- 2013 - Américo de América